# 송다은 (배우)
송다은(1991년 6월 14일 ~ )은 대한민국의 배우이다. 
- 이안이엔티 소속이다.
- 송다은 반항
- 송다은 배꼽

## 학력
- 2010년 ~ 2015년 인덕대학교 방송연예과

## 필모그래피

### 드라마
| 연도 | 방송사     | 제목                         | 역할   | 비고 |
| ---- | ---------- | ---------------------------- | ------ | ---- |
| 2011 | MBC        | 지고는 못살아                |        |      |
| 2013 | MBC        | 내 손을 잡아                 | 황미영 |      |
| 2014 | KBS2       | KBS 드라마 스페셜 - 부정주차 |        |      |
| 2017 | SBS 플러스 | 수요일 오후 3시 30분         | 송다은 |      |
| 2018 | 웹드라마   | 설레는 직딩 청춘, 현대건썰   |        |      |
| 2019 | olive      | 은주의방                     | 사장   |      |
| 2019 | JTBC       | 멜로가 체질                  | 강사   |      |
| 2020 | KBS2       | 한 번 다녀왔습니다           | 김가연 |      |
| 2020 | tvN        | 외출                         | 이우경 |      |

### 영화
| 연도 | 제목     | 역할 | 비고 |
| ---- | -------- | ---- | ---- |
| 2016 | 아가씨   |      |      |
| 2017 | 여고동창 | 경문 |      |

### 예능
| 연도 | 방송사 | 제목             | 역할 | 비고 |
| ---- | ------ | ---------------- | ---- | ---- |
| 2018 | 채널A  | 하트시그널 시즌2 |      |      |
| 2019 | KBS2   | 배틀트립         |      |      |

### 뮤직비디오
- 대국남아 - LADY
- 조이엄 - 그대 그대 그대

## CF
- 2019년 메이크업푸드
- 2018년 유니클로
- 2018년 코오롱 스윗셔츠
- 2018년 천년지애M
- 2018년 셀퓨전씨
- 2018년 위닉스 공기청정기
- 2017년 LG모니터
- 2017년 삼성 갤럭시 S8
- 2015년 풍기인삼
- 2015년 청정원
- 2015년 KT올레